# 五行大义
《五行大义》是隋朝萧吉所撰的一部关于方术的书籍。内容主要是阴阳五行，综合前代诸说，许多现在久已佚失的汉朝纬书只能从《五行大义》中窥得一些片段。全书共五卷。

## 概要
作者萧吉为梁武帝兄萧懿之孙，侯景之乱时西魏趁机攻取江陵，萧吉因此被掳至北朝，北周时为仪同，后为隋文帝、炀帝所信宠，《隋书》有传。《旧唐书·经籍志》载有“《五行记》五卷”，题萧吉撰，《新唐书·艺文志》亦有“萧吉五行记五卷”，《宋史·艺文志》有“萧吉《五行大义》五卷”。
但此书在中国很早便佚失，在日本尚存，日本最早提到该书的是《续日本纪》卷二十天平宝字元年（757年）十一月条，其后还见于九世纪的《日本国见在书目录》。《佚存丛书》收载了该书，清嘉庆九年（1804年）许宗彦从日本《佚存丛书》中取得该书，校订之后在中国刊行。中国哲学研究家中村璋八推测说：“在中国有太多五行书籍，因此该书的存在被人遗忘，直至散逸，但与此相对，此书在日本则被认为记载最得要领，因此被阴阳家等重用”。

## 内容
全书共由五卷构成，分成二十四段，以对应二十四节气。主题下还进一步细分，共计四十个条目，因为四十是“五行之成数”。全书“始自释名，终于虫鸟”。
- 卷第一：釋名、論支干名、論數
- 卷第二：論相生、論配支干、論五行相雜、論德、論合、論扶抑、論相剋、論刑、論害、論衝破
- 卷第三：論雜配
- 卷第四：論律呂、論七政、論八卦八風、論情性、論治政
- 卷第五：論諸神、論五帝、論諸官、論諸人、論禽蟲

## 版本
现存最早的完整写本是日本元弘五年（1333年）的抄本。刊本最早刊行于日本元禄12年（1699年），1799年林述斋《佚存丛书》收录了该书。清嘉庆九年（1804年）许宗彦从日本《佚存丛书》中取得该书，校订之后在中国刊行，此时距《佚存丛书》刊行不过五年。
嘉庆十八年（1813年）《知不足斋丛书》将许氏刊本校订后收入，知不足斋本亦是流传最广的一个版本。

## 评价
阮元认为“其書文義質樸，徵引讖緯諸籍有條不紊，且多佚亡之祕笈”。李学勤也认为《五行大义》“是现在最重要的术数古籍之一……《五行大义》是解决五行学说疑难的一把钥匙。这部书，如萧吉本人在序文中说的，是‘博采经纬，搜穷简牒，略谈大义’，对经过长时期发展的五行学说系统做了理论性的总结概括。从《五行大义》又能知道，汉以来盛行的纬学与五行数术关系密切。许多纬书佚文，仅见于此书，极为珍贵。因此，研究汉代十分流行的纬学，也一定不能离开《五行大义》”。
李约瑟评价该书说：“关于五行的最重要的中古时代的书籍……这本书讨论的科学问题比后来的任何著作都更多，而讨论的算命都更少”。